# Frommern
Frommern ist der zweitgrößte Stadtteil von Balingen im Zollernalbkreis in Baden-Württemberg. Er liegt am Fuße der Schwäbischen Alb.

## Geographie
Frommern liegt rund vier Kilometer südöstlich von Balingen im Tal der Eyach. Die Orte Weilstetten, Balingen, Stockenhausen und Dürrwangen liegen in unmittelbarer Nähe um Frommern.

## Geschichte
Frommern wurde 793 als Frumara erstmals in einer Urkunde des Klosters St. Gallen erwähnt. Im 9. Jahrhundert gehörte der Ortsteil um den Fronhof und die St.-Gallus-Kirche zum Kloster St. Gallen. Der durch einen Dorfbach (Bitzergraben) getrennte zweite Ortsteil gehörte zur Scherragrafschaft. Die Grundherrschaft lag jedoch spätestens seit dem 13. Jahrhundert weitgehend bei der Herrschaft Schalksburg und unterstand damit den Grafen von Zollern. Am 3. November 1403 kam Frommern mit dem Verkauf der Herrschaft Schalksburg durch Graf Friedrich V., genannt Mülli, an Württemberg.
Von kriegerischen Handlungen war Frommern in der ersten Hälfte des Dreißigjährigen Kriegs nicht betroffen. Es litt aber unter der hohen Abgabenlast und musste durchziehenden Truppen verpflegen. Auch der Kirschenkrieg 1631 hatte keine direkte Auswirkungen auf den Ort. Verheerend war jedoch die Niederlage der Schweden im September 1634 in der Schlacht bei Nördlingen. Frommern war danach den umherziehenden Soldaten schutzlos ausgeliefert, wurde geplündert und zur Hälfte verwüstet. Es folgte eine extreme Hungersnot und im Herbst 1635 brach die Pest aus. In Frommern war der Bevölkerungsverlust mit 60 bis 70 % besonders groß. Der Ort befand sich bei der Gründung des Königreichs Württemberg im Oberamt Balingen.

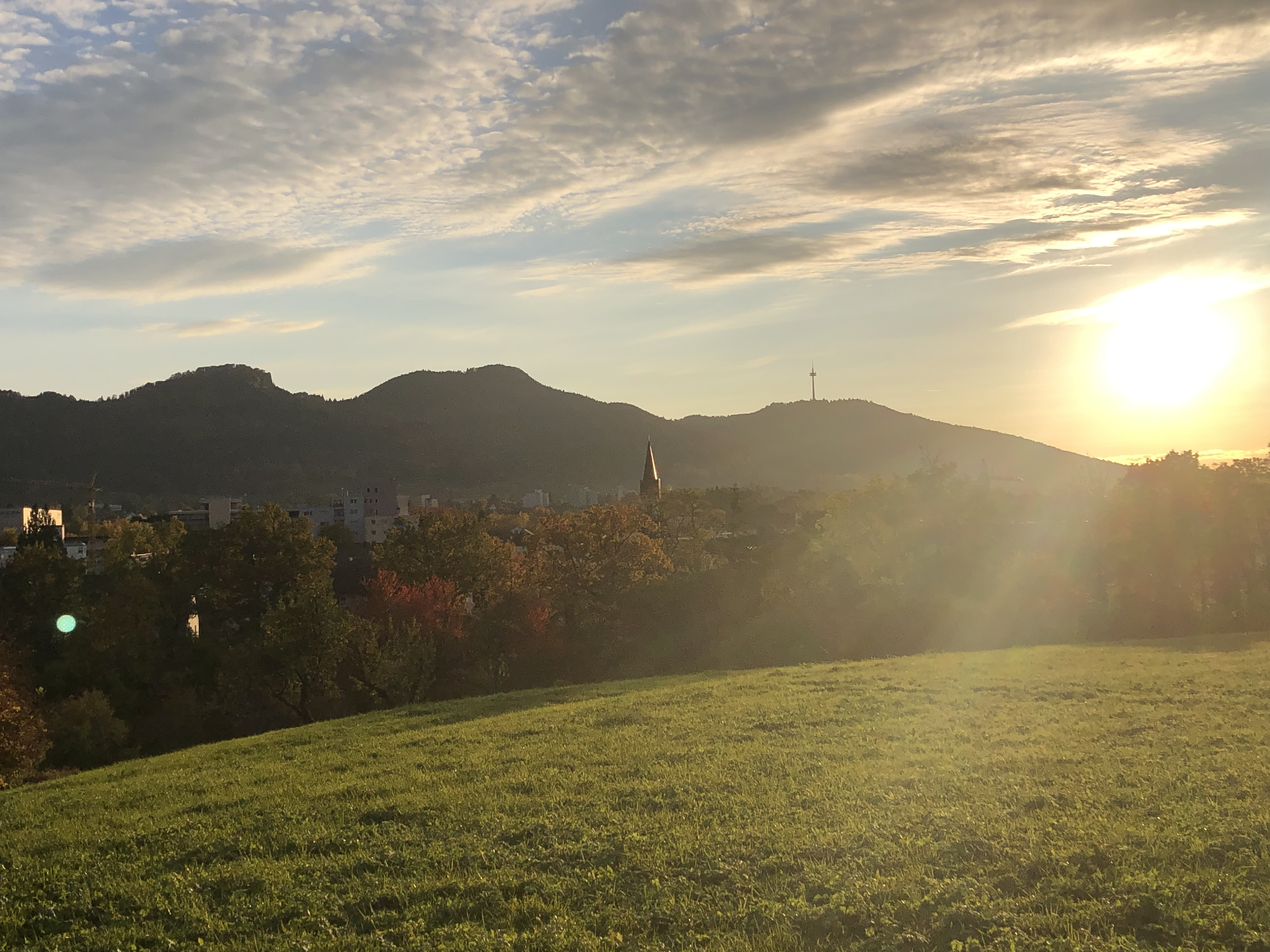
Das Dorf unterhalb der Balinger Berge

Friedrich Erhard kaufte 1889 die ehemalige Ölmühle und baut sie zur ersten Möbelfabrik von Frommern um. Der Mühlenbesitzer Konrad Stotz erzeugte ab 1907 elektrischen Strom mit Hilfe der Wasserkraft der Eyach und einer zusätzlichen Dampfmaschine. Auch die umliegende Orte wurden an das Stromnetz angeschlossen. Mit der Verfügbarkeit der Elektrizität wurden unmittelbar vor dem Ersten Weltkrieg die Möbelfabriken Gottlieb Münze, Jakob Münze und Gebrüder Maier und Schwegler gegründet.
Frommern kam 1934 zum Kreis Balingen und 1938 zum Landkreis Balingen.
1944 bis 1945 bestand das KZ Frommern, um im Rahmen des Unternehmens Wüste Treibstoff aus Ölschiefer zu gewinnen.

### Eingemeindungen
- 1937 wurde Dürrwangen nach Frommern eingemeindet.
- Am 1. Januar 1971 kam die bis dahin selbständige Gemeinde Stockenhausen zu Frommern.[1]
- Am 1. Januar 1975 vereinigen sich Frommern, Weilstetten und Balingen zur Großen Kreisstadt Balingen.[2]

### Einwohnerentwicklung
| Jahr | Einwohner |
| ---- | --------- |
| 1525 | ~120      |
| 1545 | ~188      |
| 1605 | 372       |
| 1660 | 232       |
| 1706 | 414       |
| 1744 | 548       |
| 1806 | 690       |

| Jahr | Einwohner |
| ---- | --------- |
| 1824 | 795       |
| 1843 | 962       |
| 1867 | 741       |
| 1885 | 803       |
| 1900 | 755       |
| 1910 | 930       |
| 1919 | 965       |

| Jahr | Einwohner |
| ---- | --------- |
| 1925 | 1046      |
| 1934 | 1263      |
| 1939 | 2078      |
| 1961 | 2889      |
| 1970 | 3493      |
| 2008 | 4431      |
| 2010 | 4425      |

## Religion

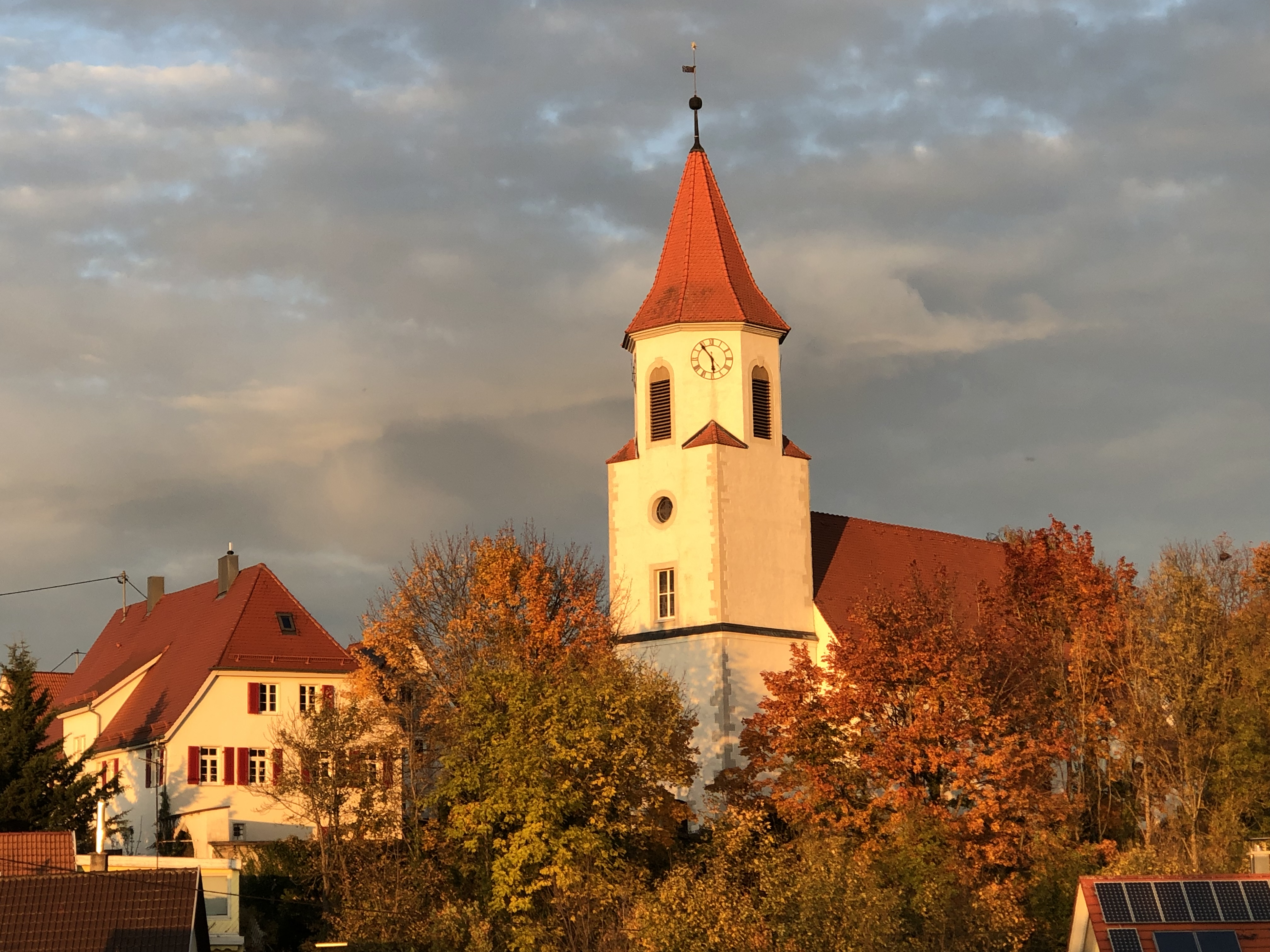
Evangelische Kirche St. Gallus

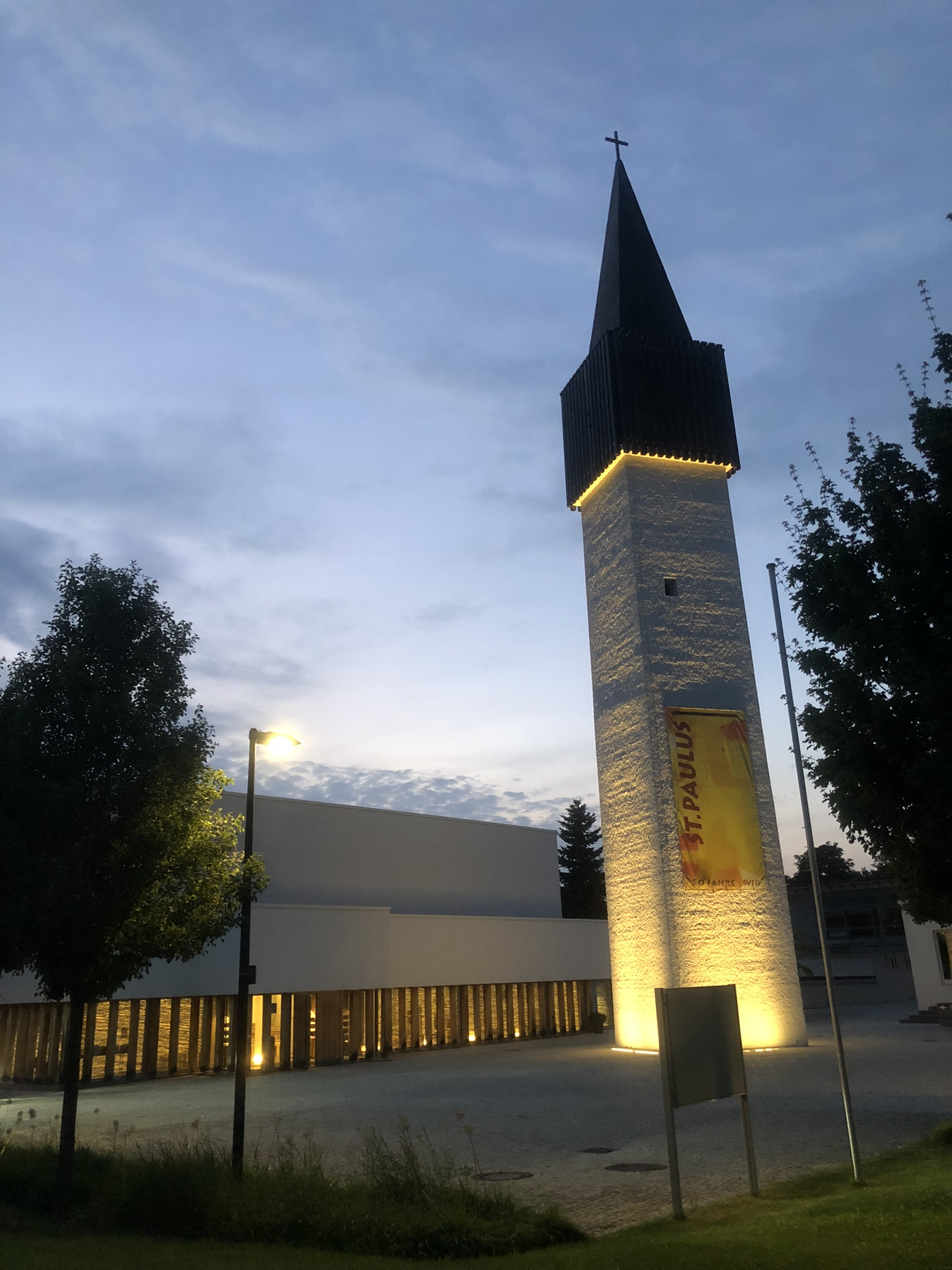
Katholische Kirche St. Paulus

- Evangelische Kirchengemeinde St. Gallus
- Katholische Kirchengemeinde St. Paulus
- Evangelisch-methodistischen Kirche

## Politik

### Ortsvorsteher
- Hans Uhl (1975–2017)
- Stephan Reuß (seit 2017)

### Wappen
Das Wappen von Frommern zeigt unter goldenem Schildhaupt, eine liegende schwarze Hirschstange, in Schwarz einen Bären.

## Kultur und Sehenswürdigkeiten
Siehe auch: Liste der Kulturdenkmale in Frommern

### Bauwerke
- Die evangelische St.-Gallus-Kirche ist teilweise frühgotisch. Der Turm stammt wohl aus dem 17. Jahrhundert.
- Die 1965 erbaute katholische Kirche St. Paulus wurde ein Opfer einer Serie von Brandstiftungen. Sie brannte in der Nacht zum 13. März 2011 völlig aus und wurde durch einen Neubau ersetzt.[3]
- Friedenskirche der Evangelisch-methodistischen Kirche

### Sport

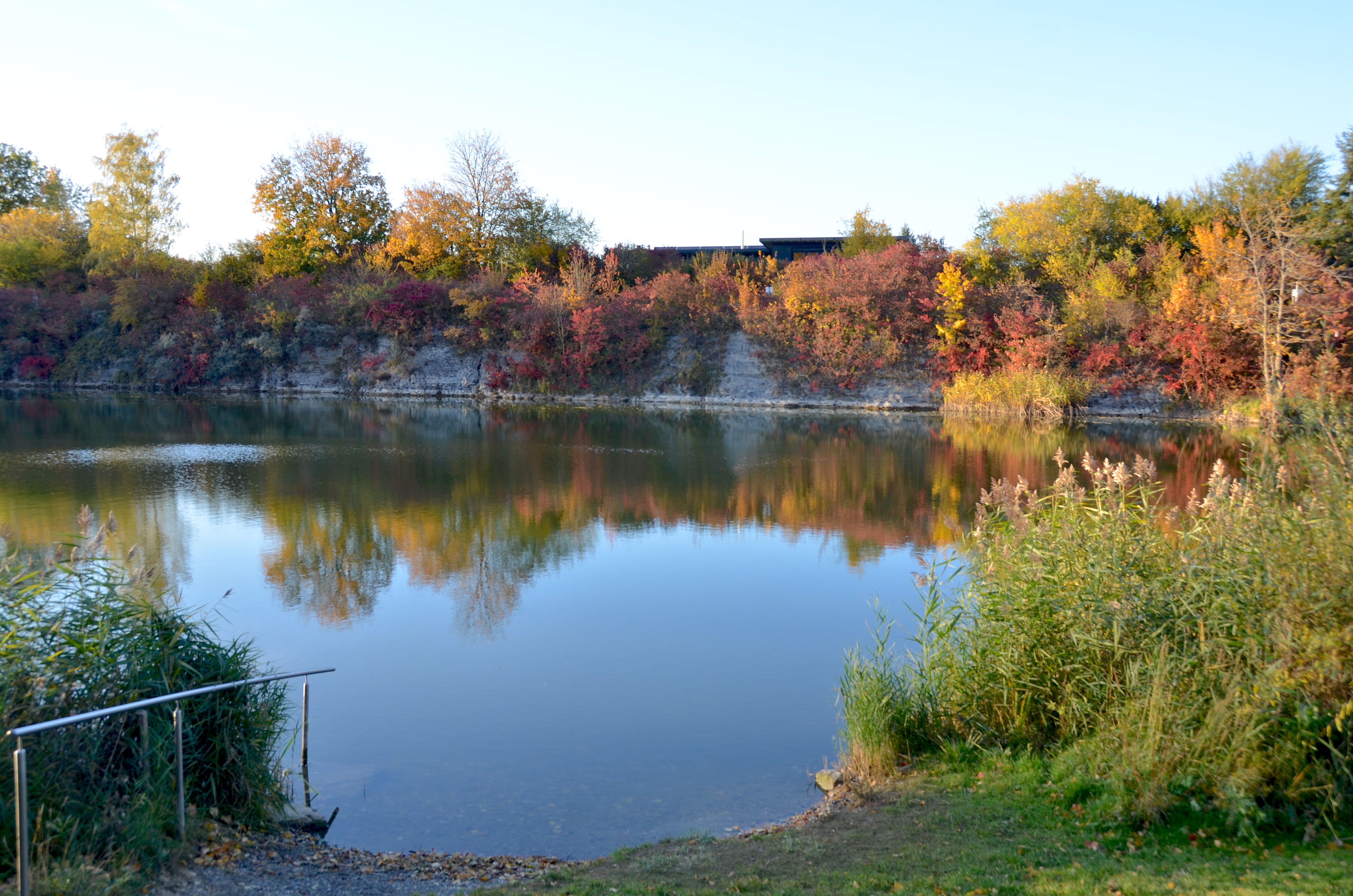
Schiefersee

- DFB-Stützpunkt
- TSV Frommern

#### Schwimmsport
Der Schiefersee ist als Badesee für den Schwimmsport freigegeben.

## Wirtschaft und Infrastruktur

### Verkehr

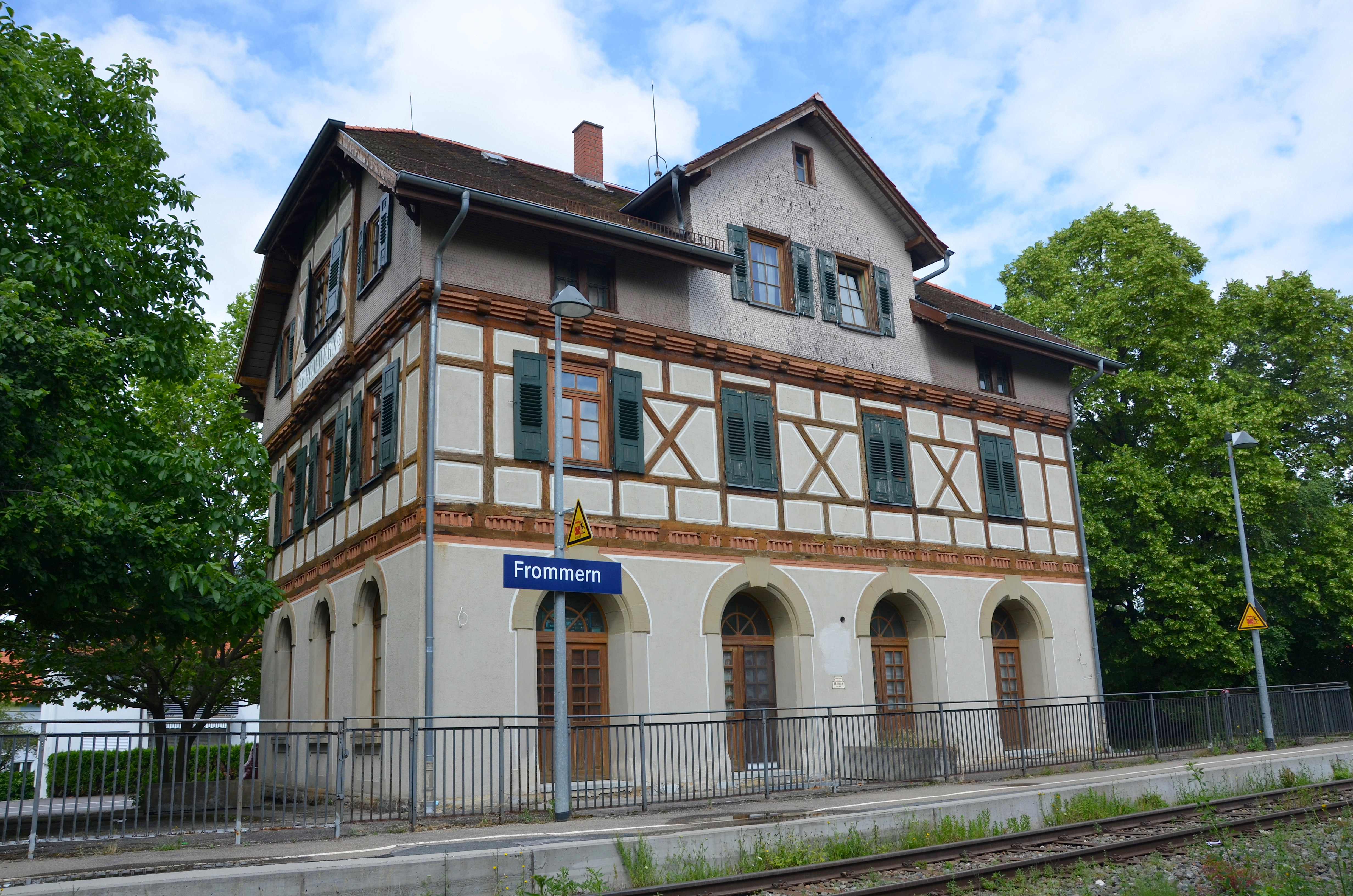
Bahnhof Frommern

1878 wurde der Bahnhof Frommern eröffnet. Er liegt an der Zollernalbbahn genannten Bahnstrecke Tübingen–Sigmaringen, die von Tübingen über Balingen und Ebingen nach Sigmaringen führt.
Im Deutschlandtakt ist vorgesehen, einen neuen Kreuzungsbahnhof in Frommern zu errichten.
Frommern liegt in unmittelbarer Nähe der Bundesstraße 463 Balingen–Sigmaringen.

### Ansässige Unternehmen
- Kern & Sohn GmbH, die älteste Präzisionswaagenfabrik Europas

## Bildung
- Schulverbund Frommern bestehend aus Grundschule, Werkrealschule und Realschule[7]
- Werkstatt Instrumentenbau, betrieben vom Schwäbischen Albverein[8]
- Kulturarchiv, betrieben vom Schwäbischen Albverein[9][10]
- Freie Waldorfschule Balingen

## Unterkünfte, Herbergen und Camping
- Haus der Volkskunst[11] (Bildungszentrum mit 90 Betten in 25 Zimmern, betrieben vom Schwäbischen Albverein)[12]

## Söhne und Töchter der Stadt
- Heinrich Lang (1826–1876), Theologe